# Caseggiato dei Triclini
Il Caseggiato dei Triclini (I, XII, 1)  era un edificio che si trova nella Regio I della città romana di Ostia.

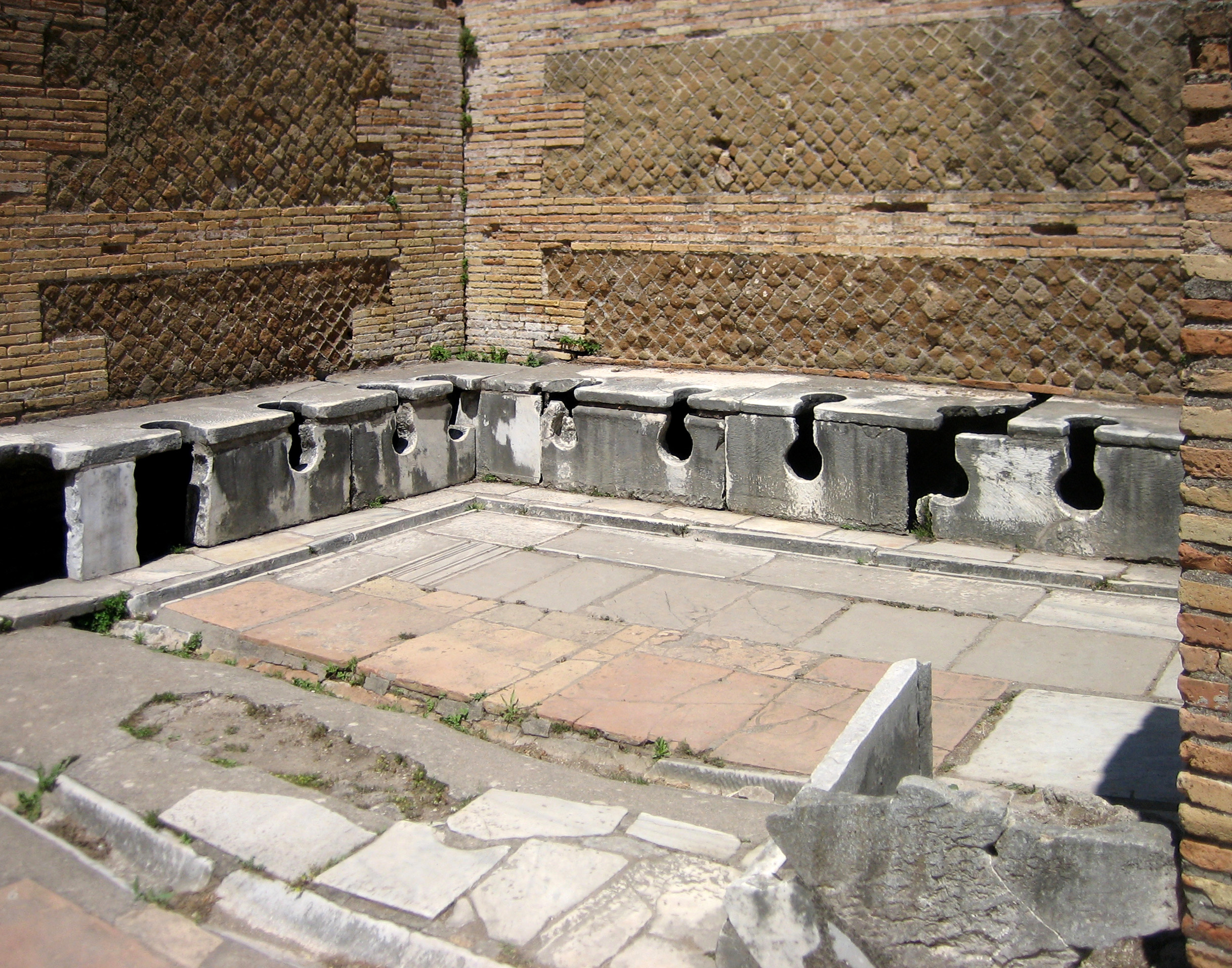
La latrina nel lato sud-est dell'edificio

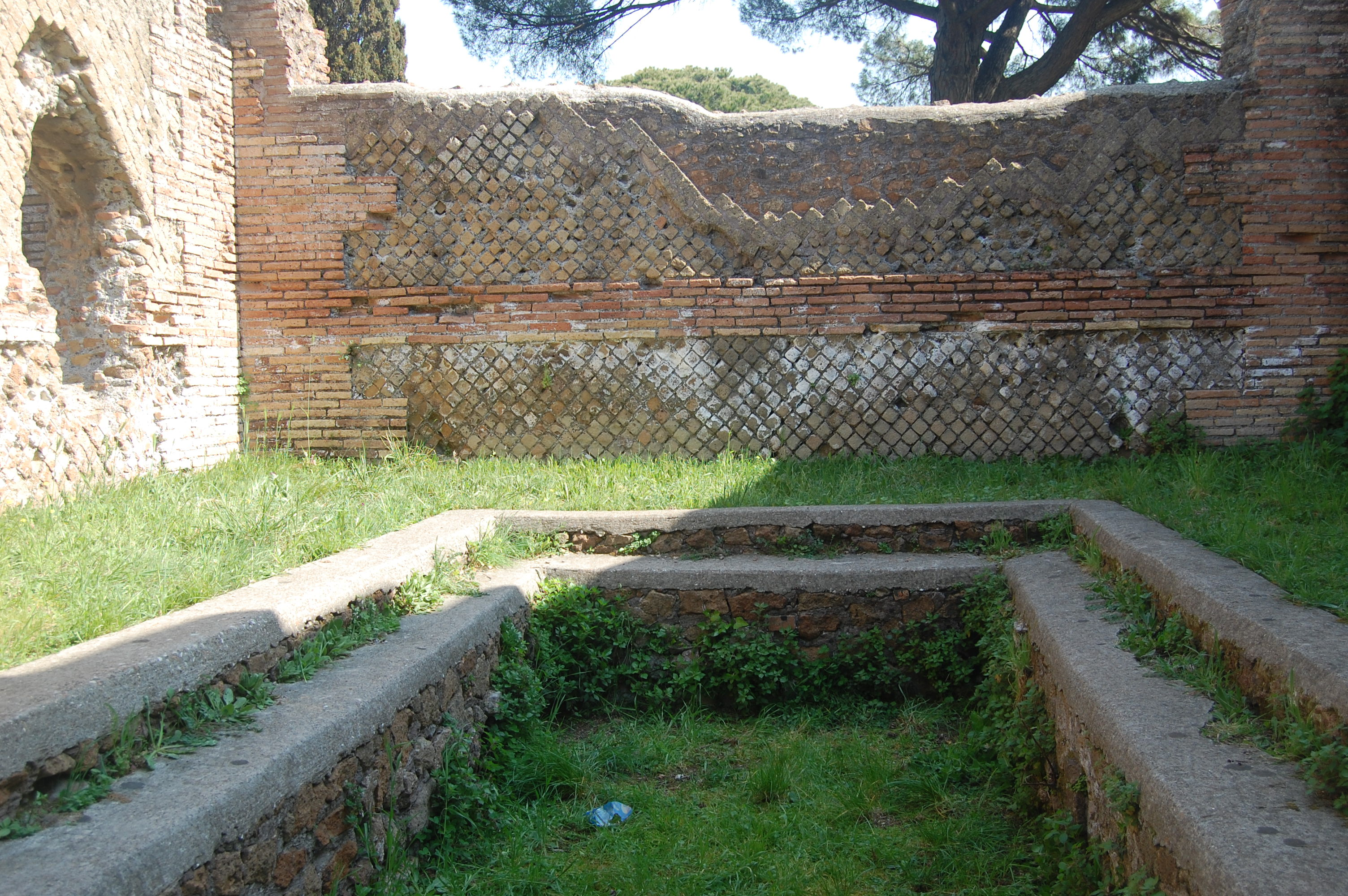
Una delle stanze dei triclini

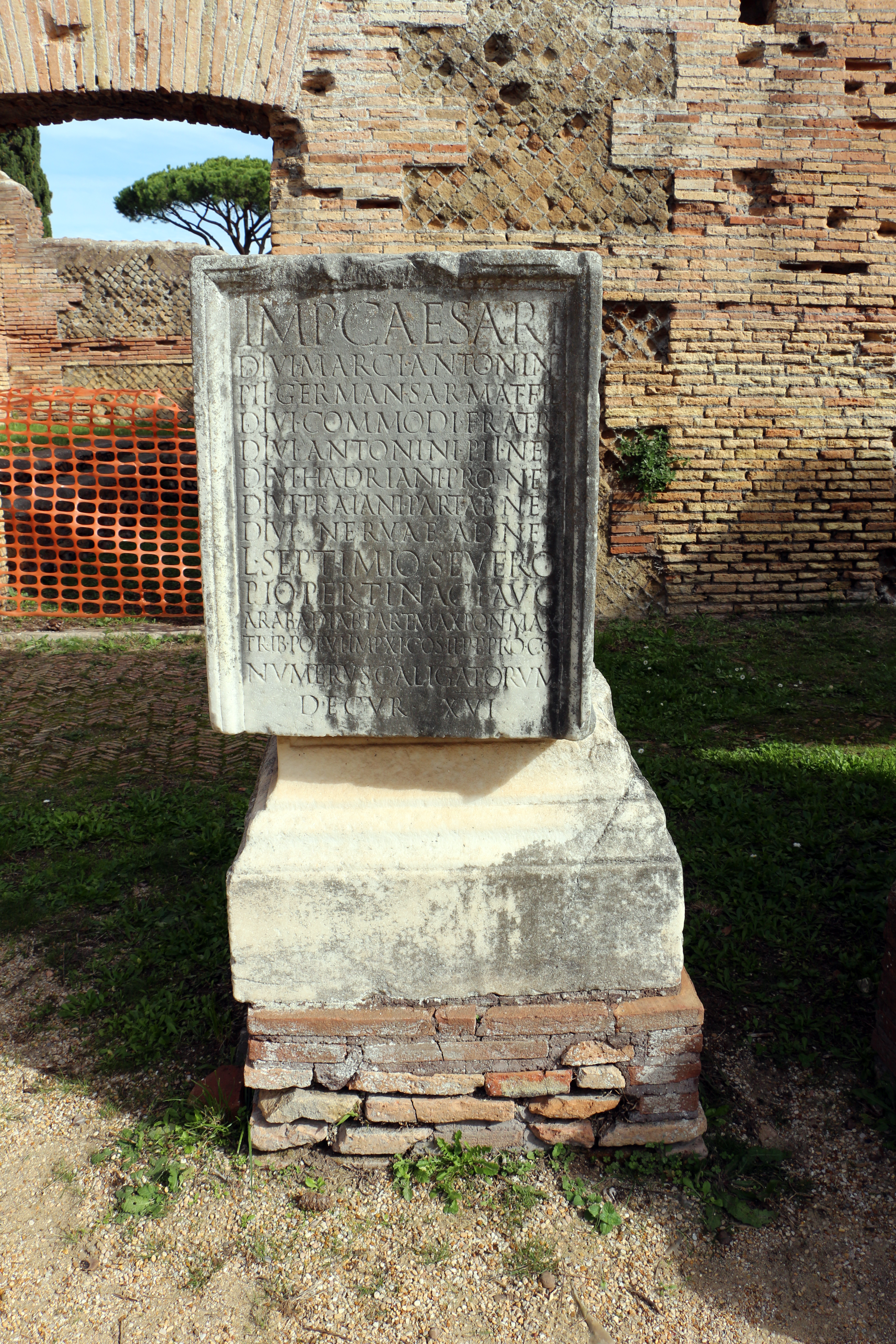
Iscrizione con dedica all'imperatore

## Descrizione
Il caseggiato si trova nel centro della città, dell'antico castrum di epoca repubblicana, e confina ad ovest con la piazza del Foro, a nord con il decumano massimo, ad est con il Foro della Statua Eroica (I,XII,2) e a sud con le Terme del Foro (I,XII,6) dalle quali è separato da via della Forica.
Sede collegiale della corporazione dei fabri tignuarii (costruttori), tra le corporazioni più importanti della città, era il luogo d’incontro dei membri del collegio, sia per le occasioni solenni, che per quelle meno ufficiali
Sul lato settentrionale presentava un vestibolo di accesso dal decumano massimo, fiancheggiato da taverne, con una scala indipendente che doveva portare ai piani superiori.
L'interno è articolato intorno ad un cortile con colonne sui lati corti e pilastri in laterizio sui lati lunghi, con spazi intermedi chiusi da tramezzi in epoca successiva. Il cortile, pavimentato in mosaico a tessere bianche, era circondato da un corridoio pavimentato in opera spicata. Qui fu posta una statua dell’imperatore Settimio Severo (193-211 d.C.). Su di un lato (CIL XIV, 4569) sono scritti i nomi di oltre 300 membri della corporazione.
Le stanze che si aprono sul corridoio sul lato orientale sono dotate di triclini che venivano utilizzate durante i pasti comuni degli uomini più importanti della corporazione; altre stanze si aprono sul lato ovest, mentre sul lato sud est una stanza più ampia e più alta fu dotata di podio e destinata al culto imperiale.
Ai due angoli sud-est e nord-ovest sono presenti scale, sotto un delle quali è ricavata una latrina privata. Sul lato sud si aprono altre taberne, affacciate su via della Forica, due delle quali furono occupate da una latrina pubblica con venti sedute e una vasca.
Nell'edificio sono stati trovati diversi reperti: una statua, forse della ninfa Leucotea, un'enorme testa di Minerva, e una dedica a Marte, riutilizzata nella decorazione in marmo del podio nel santuario.

## Iscrizioni
La dedica dei caligati all'imperatore riporta:
```
in
 
latino
 
Imp(eratori) Caesari / divi Marci Antonini / Pii German(ici) Sarmat(ici) fil(io) / divi Commodi fratri / divi Antonini Pii nep(oti) / divi Hadriani pronep(oti) / divi Traiani Part(hici) abnep(oti) / divi Nervae adnep(oti) / L(ucio) Septimio Severo / Pio Pertinaci Aug(usto) / Arab(ico) Adiab(enico) Part(hico) max(imo) pont(ifici) max(imo) / trib(unicia) pot(estate) VI imp(eratori) XI co(n)s(uli) II p(atri) p(atriae) proco(n)s(uli) / numerus caligatorum / decur(iarum) XVI ...
[
6
]
[
3
]
```

### Annotazioni
1. ↑  Marte potrebbe essere stata la divinità protettrice dei costruttori, i fabri tignuarii, che erano organizzati in modo militare. I membri ordinari erano chiamati caligati: soldati con stivali. Il motivo potrebbe essere stato che venivano usati come pompieri, in aggiunta ai vigili del fuoco regolari. Il Tempio della Corporazione (V,XI,1) era il tempio principale della corporazione.[3]

### Riferimenti
1. 1 2   Caseggiato dei Triclini, su ostiaantica.beniculturali.it. URL consultato il 4 gennaio 2025.
2. ↑   Caseggiato dei Triclini, su nadis.it. URL consultato il 4 gennaio 2025.
3. 1 2 3 4 5 6 7  (EN) Regio I - Insula XII - Caseggiato dei Triclini (I,XII,1) and Forica, su ostia-antica.org. URL consultato il 4 gennaio 2025.
4. 1 2   Caseggiato dei Triclini (I, XI, 1), taberna 5, pavimento a commesso di laterizi, su tess.beniculturali.unipd.it. URL consultato il 4 gennaio 2025.
5. ↑   Antonio Licordari, Osservazioni sulle corporazioni dei lenuncularii traiectus Luculli e di altri battellieri, in antiquité, 2024,  pp. 151-163, DOI:10.4000/12rxn.
6. ↑  (EN) Inscription from Ostia – Roma, Ostia (Latium et Campania (Regio I)), su edh.ub.uni-heidelberg.de. URL consultato il 4 gennaio 2025.